# Brian Oliver
Brian Oliver (São Francisco, Califórnia, 29 de janeiro de 1971) é um produtor cinematográfico norte-americano. Como reconhecimento, foi nomeado ao Oscar 2011 na categoria de Melhor Filme por Black Swan.